# 유엔 본부
유엔 본부(영어: United Nations Headquarters)는 미국 뉴욕에 있는 유엔의 본부 건물이며, 1952년 완공 이래 유엔의 공식 본부로 쓰여왔다. 이스트 강을 바라보는 맨해튼의 터틀 만 이웃에 자리잡고 있으며, 서쪽으로 1번가, 남쪽으로 동부 42번지 거리, 북쪽으로 동부 48번지 거리, 동쪽으로 이스트 강과 경계를 이루고 있다.
유엔은 3개의 부가적인 사무소를 두고 있으며, 제네바, 빈, 나이로비에 있다. 그러나 뉴욕에 있는 본부 건물 만이 총회와 안전보장이사회 같은 유엔의 주요 기관을 갖추고 있다. 모든 15개의 전문 기구들은 뉴욕의 외부와 다른 도시들에 본부를 두었다.
유엔 본부 건물은 당시 뉴욕의 부동산 개발업자 윌리엄 제켄도프로부터 17 에이커(69,000 밀리미터)의 땅을 사들여 이스트 강 옆에 1949년부터 1950년까지 건설되었다.

## 계획과 건설
본부를 위한 시설들의 디자인의 시합을 선언보다, 유엔은 지도적 건축가들 다국적 팀 사이에 협력적인 노력을 위임하였다. 미국의 건축가 월리스 K. 해리슨은 계획의 주요 건축가와 감독으로 임명되었고, 디자인 고문들의 회의는 회원국들의 정부에 의하여 후보에 올라갔다. 회의에 임명된 디자인 고문들은 N. D. 바소프(소비에트 연방), 가스통 브륑포(벨기에), 어니스트 코미어(캐나다), 르 코르뷔지에(프랑스), 량세우청(중화민국), 스벤 마르켈리우스(스웨덴), 오스카르 니에메예르(브라질), 하워드 로버트슨(영국), G. A. 소일럭스(오스트레일리아), 훌리오 빌라마호(우루과이)이다.
이스트 리버와 이스트 리버 드라이브(후에 프랭클린 D. 루스벨트 이스트 리버 드라이브)에 의하여 경계를 지으면서, 초고층 사무실 빌딩을 짓는 데 필요하게 되었다. 디자인 고문들에 의하여 50개의 디자인들이 평가되었고, 니에메예르의 계획 32와 르 코르뷔지에의 계획 23개가 결국 선택되었다. 코르뷔지에의 계획 23개는 총회와 대지의 중앙에 있는 이사회들을 품고 있는 한 건물을 이루었다. 니에메예르의 계획은 2개의 건물을 제의하였으며, 하나는 강 연안에 자리잡은 총회 건물과 하나는 사무국이었다. 이 계획은 공동 광장을 포함하기도 하였다. 코르뷔지에와 니에메예르는 함께 자신들의 계획들을 제출하였다. 39층의 사무국 건물은 그 시기에 논쟁적이었으나 근대적인 경계가 되었다.
사무총장의 사무실은 38층에 있다.
시초의 건물들의 건설은 1947년에 시작되어 1949년 10월 24일에 기초가 모아지고, 1952년에 완공되었다. 다그 함마르셸드 빌딩은 1961년에 추가되었다. 유엔 본부의 건설은 미국 정부가 만든 6,500만 달러의 이자 없는 국채에 의하여 재정되었고, 건설비도 또한 6,500만 달러였다고 한다.

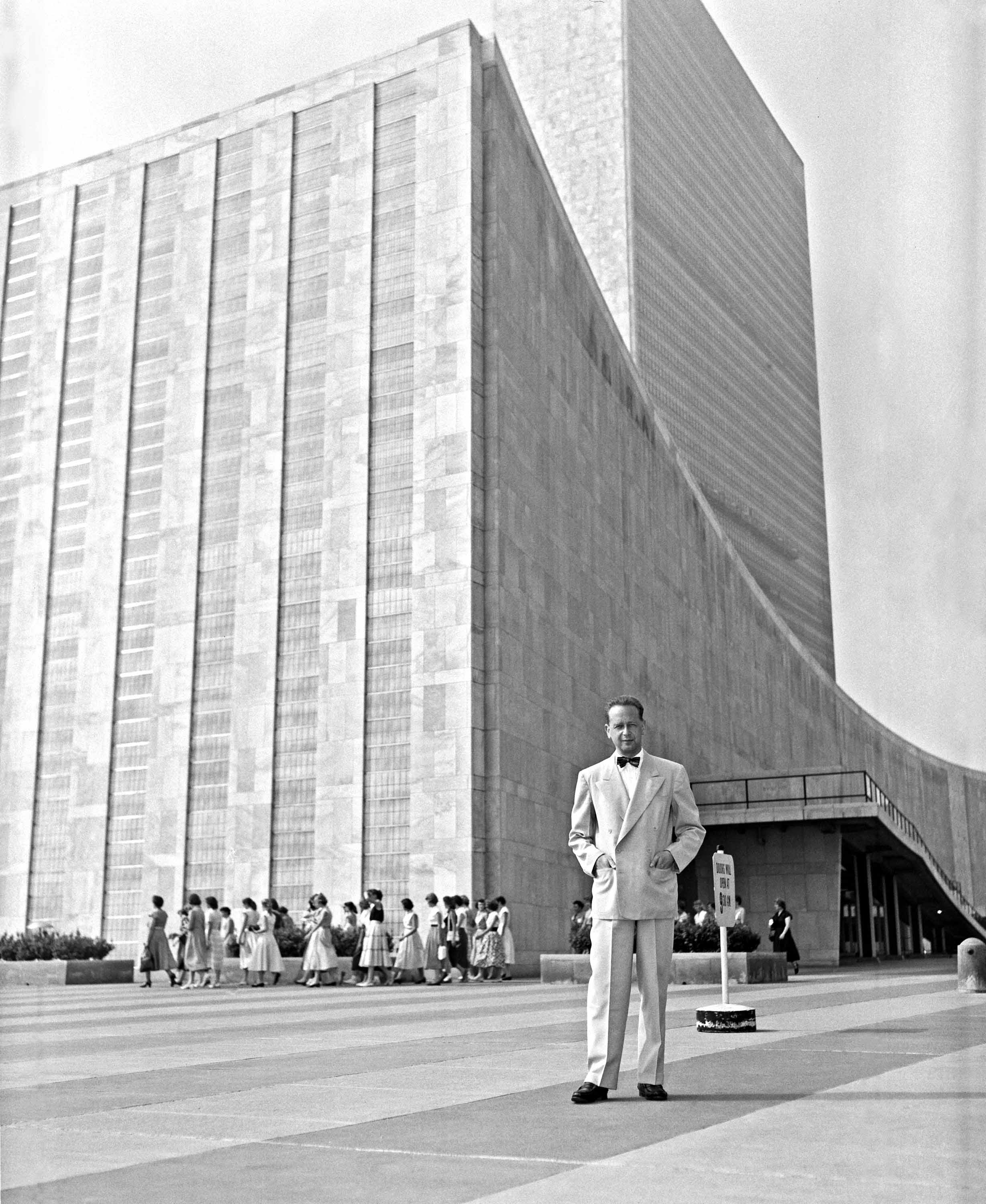
유엔 본부 건물 밖에 서 있는 다그 함마르셸드

### 제안된 선택
샌프란시스코, 시카고, 필라델피아, 보스턴, 퀸스의 플러싱 미도스-코로나 공원, 로드아일랜드주 시추에이트의 촙미스트 힐(Chopmist Hill) 지역과 노스캐롤라이나주 볼드 헤드 섬(Bald Head Island)이 맨해튼이 결정되기 전에 모두 유엔 본부의 위치로 정해졌다. 후에 영국, 네덜란드, 프랑스가 미국에 본부를 두는 데 투표하였다는 사실이 밝혀졌다.
뉴욕에 본부를 두는 선택 전에 캐나다 온타리오주 나이아가라폴스 근처에 있는 네이비 아일랜드(Navy Island)에 유엔 본부를 두는 것이 제안되었다. 국제 위원회가 1945년과 1946년 동안에 그 대지를 "세계 평화의 수도"로 예상하였다. 그 섬은 장기적 평화 지위와 함께 두 국경 국가들의 경계에 이상의 위치로 숙고되었다. 그 제안은 더 나아가서 네이비 아일랜드가 본부가 남아있는 한 유엔에 할양과 캐나다 정부가 유엔의 움직임을 복귀함을 약정하였다. 제안은 뉴욕에 현재 본부의 호의에 최후적으로 거절되었다.
1945년-1946년 사이에 런던은 제1차 유엔 총회를 감리교 중앙 홀에서 안전보장이사회를 그 교회에서 주최하였다. 3차와 6차 총회는 파리에서 1948년과 1951년에 열렸다. 현재 건물의 건설에 대비하여 유엔은 1946년-1952년 사이에 롱아일랜드 나소 카운티에 자리잡은 도시의 도부 외곽 뉴욕주 석세스 호에 자리잡은 스페리 지로스코프 주식회사(Sperry Gyroscope Corporation) 사무실에서 임시적으로 본부를 두었다. 1946년 3월부터 8월까지 안전보장 이사회는 헌터 칼리지(현재 레만 칼리지의 지대)의 당시 브롱크스 캠퍼스에서 열렸다.

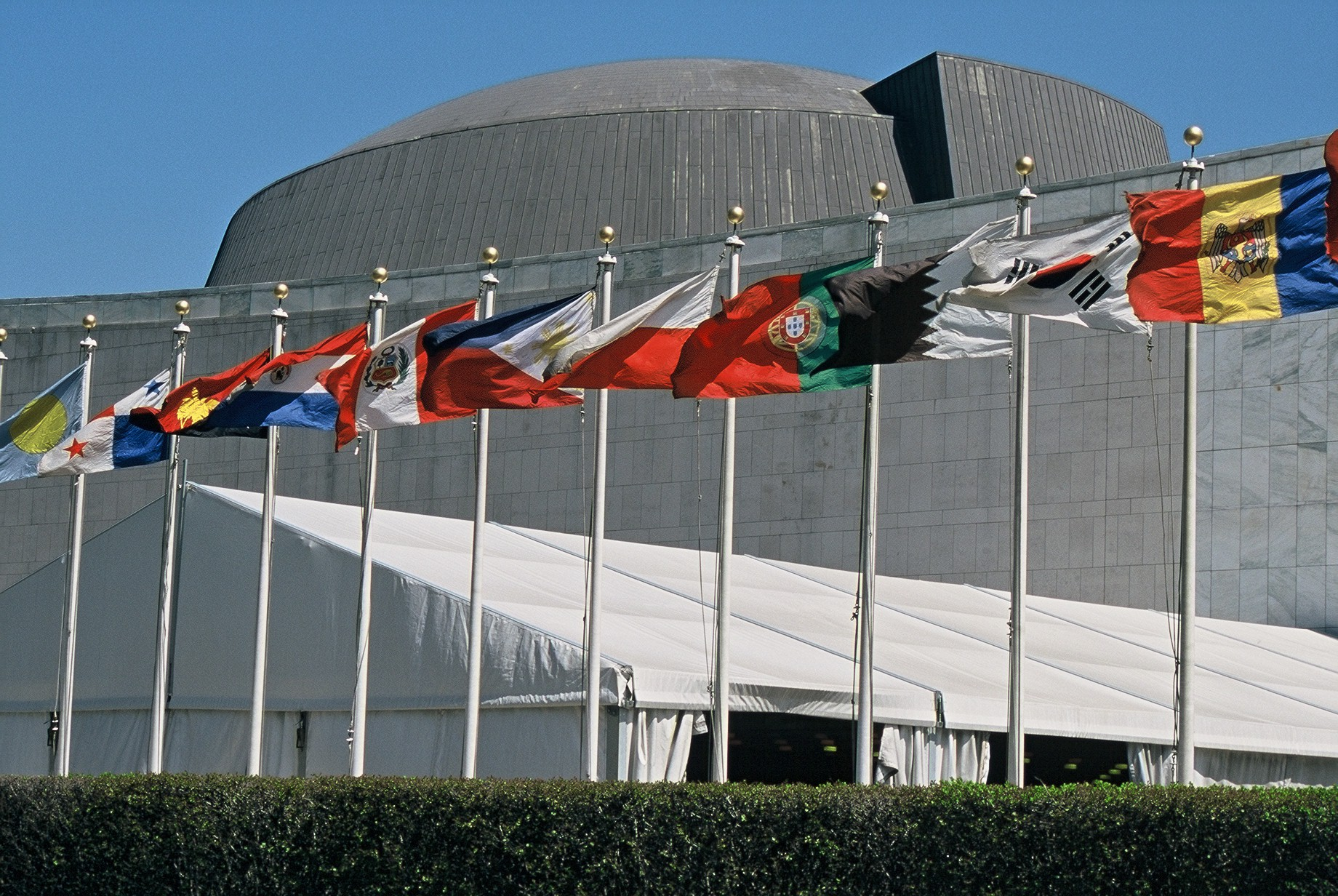
유엔 회원국의 국기들

## 국제적 특성
유엔 본부의 대지는 치외 법권 지위를 가지고 있다. 이것은 유엔의 규칙들이 뉴욕의 법들을 남용하는 법률 집행에 영향을 주나, 거기서 범죄를 일으키는 자에게 면역을 주지 않는다. 추가적으로, 유엔 본부는 유엔 직원들 몇 명이 외교적 면역을 가지고 있음에도 불구하고 미국의 사법권과 법률 아래에 남아있어, 외교적 면역이 사무총장에 의하여 미루어지는 한 지방 재판소에 의하여 기소되지 못한다. 2005년 코피 아난 사무총장은 식량을 위한 기름 프로그램에 관계에서 베논 세반, 알렉산드르 니콜라예비치 야코블레프, 블라디미르 쿠즈네초프를 미루었다.
유엔 본부의 비지니스에서 사용되는 통화는 미국 달러이다. 사무국에서는 영어와 프랑스어가 사무어로 쓰이고, 사무국과 유엔 본부의 수많은 서명들 안의 매일 보도는 영어와 프랑스어로 되어있다. 경제 사회 이사회에서는 영어, 프랑스어, 스페인어가 사무어로 쓰이며, 총회에서는 영어, 프랑스어, 스페인어, 러시아어, 중국어, 아랍어가 사무어와 공용어로 쓰이고 있다.

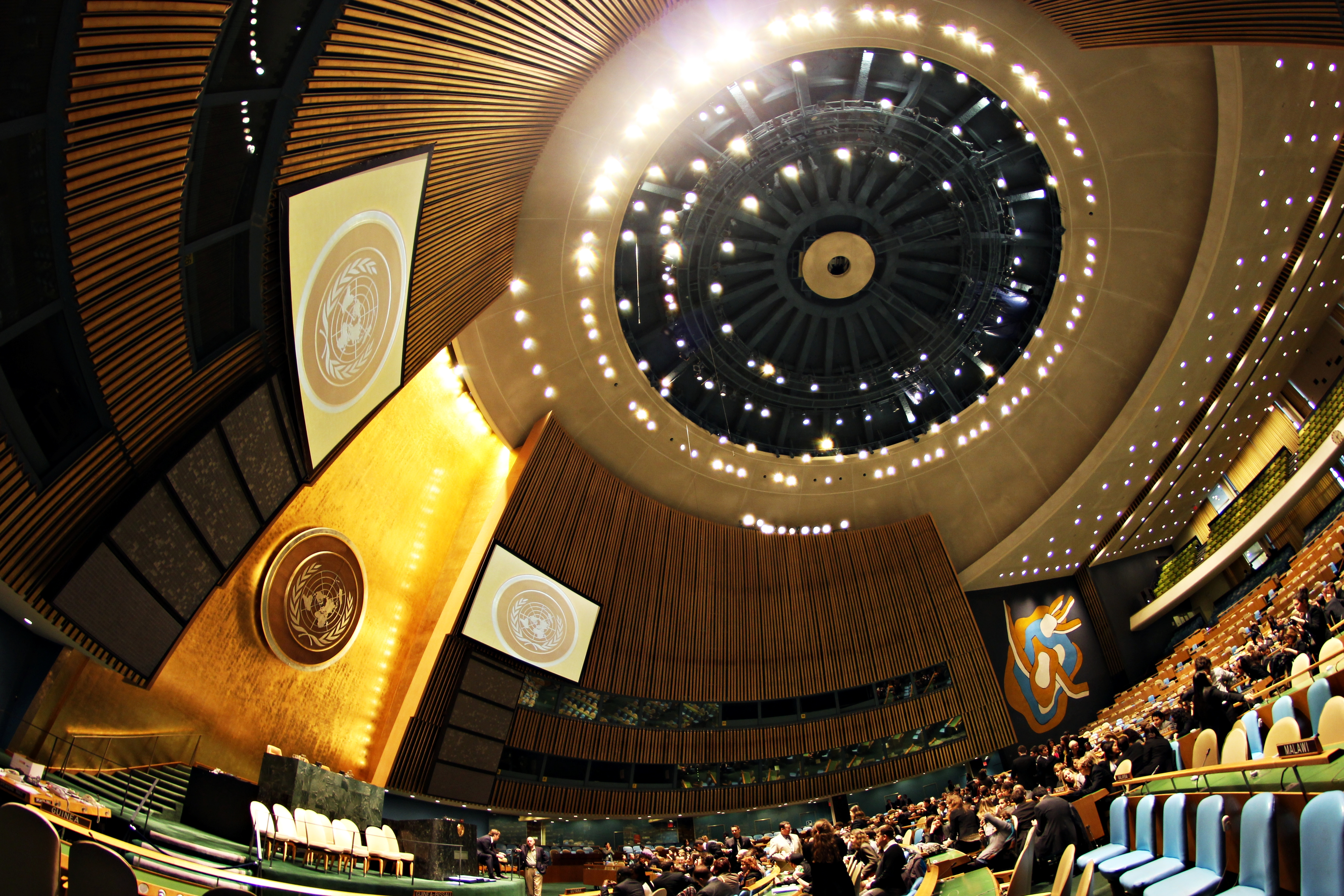
유엔 총회 홀

## 건물 구조
건물은 주요 빌딩들의 수를 포함하고 있다. 사무국 건물이 본부의 묘사에서 가장 우세하게 나와있는 동안에 지붕이 달린 총회 건물, 다그 함마르셸드 도서관, 총회와 사무국 사이에 자리잡은 회의와 방문객 센터를 포함하고 있다. 건물 주변의 울타리 안에는 유엔기와 193개 유엔 회원국의 국기들이 영어의 알파벳 순서로 계양되어 있다.
총회 건물은 1,800명의 사람들을 앉힐 수 있는 총회 홀을 갖추고 있다. 115 피트(35 미터)의 넓이에 165 피트(50 미터)의 길이를 지닌 본부 건물에서 가장 큰 방으로 알려졌다. 총회 홀에는 프랑스의 화가 페르낭 레제가 그린 2개의 벽화가 달려있다. 회의실의 앞에는 총회 의장, 사무총장과 총회 차관 등을 위한 초록색 구슬의 책상과 연설자를 위한 연설대를 갖추고 있다. 그 뒤에는 유엔 로고가 달려있다.
회의 건물은 총회 건물과 사무국 사이에 회의 건물이 이스트 건물과 마주보고 있다. 그 건물은 안전보장 이사회 방을 갖추고 있으며, 노르웨이의 건축가 아른스테인 아르네베르그에 의하여 디자인 되었다.
39층의 사무국 건물은 사무총장, 법률 정세의 차관, 정치적 정세의 차관 등의 사무실들을 갖추고 있다.
다그 함마르셸드 도서관은 1961년 11월 16일에 봉납되었다. 그 건물은 포드 협회로부터 기증되었고, 본부 건물의 남서부 모퉁이에 사무국의 다음으로 자리잡고 있다. 그 도서관은 40만 권의 책, 9,800장의 신문과 시대적 타이틀, 80,000장의 지도, 우드로 윌슨의 기증을 기념하는 8,600권의 국제 연맹 문서들, 그것과 관련된 6,500권의 책들과 팜플렛을 지니고 있다.

### 유엔의 예술품
본부 건물은 또한 그 정원들과 외부 조각들로 두드러진 편이다. 룩셈부르크 정부가 기증한 "얽힌 총"과 소비에트 정부가 기증한 "단검을 보습으로 무찌르자"의 조각상들이 포함되어 있다. 후반의 조각상은 이사야 2장 4절에 나온 "단검을 보습으로"의 말씀의 나타남일 뿐이다. 반대로 그 말은 1번가 건너 랠프 번치 공원의 "이사야의 벽"에 새겨져 있다. 유엔 정원에는 베를린 장벽의 조각이 서 있다.
다른 현저한 예술품들로는 함마르셸드의 사망을 기념하는 마르크 샤갈의 스테인드글라스 창문, 일본의 평화 종 등을 포함한다. 1952년 레제의 두 벽화들이 총회 홀에 설치되었다. 안전보장이사회 입구에는 유엔 건물의 벽에 파블로 피카소의 "게르니카"가 붙여있기도 하다.
브라질의 화가 칸디두 포르티나리가 그린 2개의 큰 벽화 "전쟁과 평화"가 사절단들의 홀에 위치해 있다.

## 같이 보기
- 우딴섬